# Kulu (Kuta Blang)
Kulu is een bestuurslaag in het regentschap Bireuen van de provincie Atjeh, Indonesië. Kulu telt 358 inwoners (volkstelling 2010).